# ハンナ・ラルフ
ハンナ・ラルフ（Hanna Ralph、1888年9月25日 - 1978年3月25日）はドイツの女優。

## 出演作品
- ニーベルンゲン/ジークフリート
- カラマゾフの兄弟（カタリナ）